# Сербовиці
Сербовиці (пол. Sierbowice) — село в Польщі, у гміні Пілиця Заверцянського повіту Сілезького воєводства.
Населення — 200 осіб (2011).
У 1975-1998 роках село належало до Катовицького воєводства.

## Демографія
Демографічна структура станом на 31 березня 2011 року:
|          | Загалом | Допрацездатний вік | Працездатний вік | Постпрацездатний вік |
| -------- | ------- | ------------------ | ---------------- | -------------------- |
| Чоловіки | 100     | 20                 | 68               | 12                   |
| Жінки    | 100     | 22                 | 62               | 16                   |
| Разом    | 200     | 42                 | 130              | 28                   |